# Vatsim
VATSIM (ヴァットシム）は、Vitual Air Traffic Simulation Network の略であり、X-PlaneやMicrosoft Flight Simulatorなどのフライトシミュレーターを使って、航空交通管制をシミュレーションするために設立された、コミュニティである。
ユーザーは、パイロットとして飛行機を操縦する、航空管制官として実際の航空手順にそった誘導などの体験が楽しめる。

## 概要
VATSIMではパイロットが機体を操縦し、管制官はそれらを管制する。コミュニティーでは、現実に近い環境などで、飛行再び管制をする。国ごとにもそれぞれの支部が存在している。

### 主な支部
- 日本- VATJPN https://vatjpn.org
- アメリカ- VATUSA https://www.vatusa.net
- カナダ- VATCAN https://vatcan.ca
- メキシコ- VATMEX https://www.vatmex.com.mx
- 韓国- VATKOR https://www.vatkor.net/xe/
- 中国- VATPRC https://www.vatprc.net
- 台湾- VATROC https://www.vatroc.net
- イギリス- VATSIM uk https://www.vatsim.uk
- フランス- French vACC https://vatsim.fr
- ドイツ- VATSIM Germany https://vatsim-germany.org
- スイス- vACC Swizerland https://www.vacc.ch
- インド- India vACC https://indiavacc.org
- インドネシア- Indonesia vACC https://idvacc.id/en/
- シンガポール- Singapore vACC https://sinvacc.org
- ロシア- VATRUS https://vatrus.info
- オーストラリア- VATPAC https://vatpac.org
- ニュージーランド- VATNZ https://www.vatnz.net